# 1663.
◄ | 16. stoljeće | 17. stoljeće | 18. stoljeće | ►
◄ | 1630-ih | 1640-ih | 1650-ih | 1660-ih | 1670-ih | 1680-ih | 1690-ih | ►
◄◄ | ◄ | 1660. | 1661. | 1662. | 1663. | 1664. | 1665. | 1666. | ► | ►►
Arhitektura • Astronomija • Biologija • Glazba • Kazalište • Kemija • Kiparstvo • Knjige • Književnost • Kršćanstvo • Medicina • Politika • Pravo • Promet • Slikarstvo • Znanost

## Događaji
- 16. listopada – Bitka kod Jurjevih stijena, u kojoj je hrvatska vojska pod zapovjedništvom Petra Zrinskog porazila Turke

## Rođenja
- 18. listopada – Eugen Savojski, austrijski vojskovođa i državnik († 1736.)

## Vanjske poveznice
|  | Zajednički poslužitelj ima još gradiva o temi 1663. |